# Madison (Virginia)
Madison is een plaats (town) in de Amerikaanse staat Virginia, en valt bestuurlijk gezien onder Madison County. De plaats wordt doorsneden door de North- en South Seminole Trail (verkeersweg 29).
Het rechtbankgebouw doet classicistisch aan.

## Demografie
Bij de volkstelling in 2000 werd het aantal inwoners vastgesteld op 210.
In 2006 is het aantal inwoners door het United States Census Bureau geschat op 215, een stijging van 5 (2.4%).

## Geografie
Volgens het United States Census Bureau beslaat de plaats een oppervlakte van
0,6 km². Madison ligt op ongeveer 209 m boven zeeniveau.

## Plaatsen in de nabije omgeving
De onderstaande figuur toont nabijgelegen plaatsen in een straal van 32 km rond Madison.